# Éanna Hardwicke
Éanna Hardwicke, född 21 oktober 1996 i Dublin, är en irländsk skådespelare.
Hardwicke har bland annat medverkat i TV-serierna I famnen på en mördare och The Doll Factory. Han har även medverkat i filmen Vivarium.

## Filmografi (i urval)
- 2018 – Vivarium
- 2023 – I famnen på en mördare (TV-serie)
- 2023 – The Doll Factory (TV-serie)